# Herman Rasch

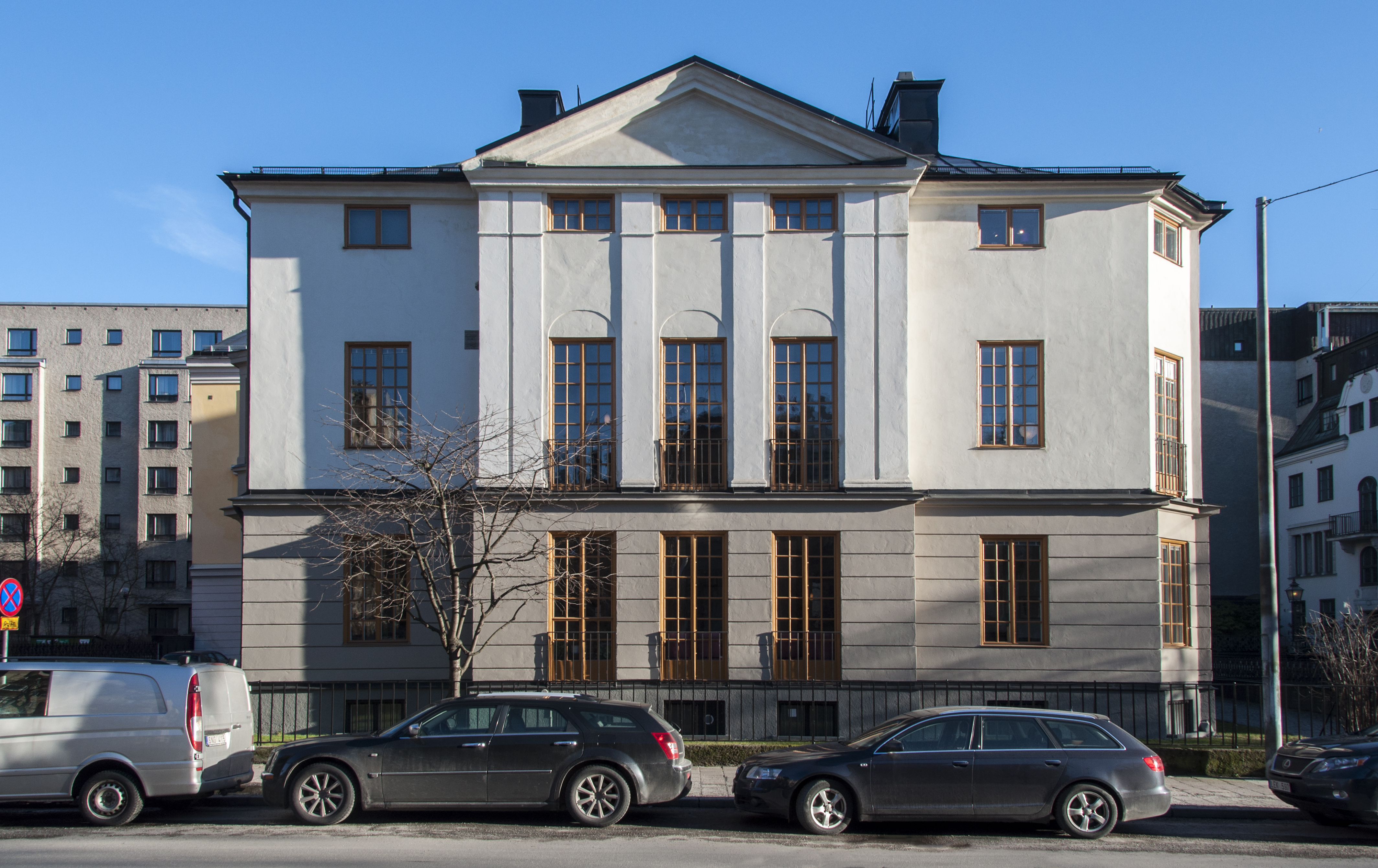
Villa Sandrews

Lars Herman Rasch, född 4 april 1879 på Forsså bruk i Forsa socken, död 4 maj 1957 i Danderyd, var en svensk civilingenjör, filmmecenat och konstsamlare.

## Biografi
Rasch, som var son till konsul Eduard Rasch och Carolina Ferner, utexaminerades från Chalmers tekniska läroanstalt 1900. Efter praktik i textil- och pappersbranschen var han direktör för en papp- och pappersfabrik i Ryssland 1901–1916, befullmäktigat ombud för export av råmaterial från Ryssland 1916–1919 och medlem av svenska handelskommittén i Petrograd 1916–1918. Han hade gjort sig en förmögenhet inom handel och industri i Ryssland. Han var en av grundarna till filmbolaget Historisk Film som stod bakom de två filmerna om Karl XII. Trots att filmerna blev publikframgångar spelade de endast in 531 000 kronor. Produktionskostnaden bedömdes vid tiden för inspelningen ha varit 893 000 kronor (År 2021 motsvarade produktionskostnaden ca 29 600 000 kr och intäkterna ca 17 600 000 kr). Förlusten bestreds av Herman Rasch personligen.
Rasch var från 1918 gift med Arla Lenhartson (1893–1922), dotter till tandläkare Albin Lenhartson, och därefter från 1924 till sin död gift med Elsofie Tisell (1903–1982), dotter till grosshandlare Carl Gösta Tisell. Herman Rasch och hans hustrur är begravda på Norra begravningsplatsen utanför Stockholm. Dottern Hélène Rasch var 1951–1967 gift med officeren Berthold Dieden.

## Villa Sandrews
År 1921 köpte Rasch huset Floragatan 4 i Stockholm, det hus som senare kom att kallas Villa Sandrews. I den översta våningen inredde han ett tavelgalleri med utländska mästare så som Rembrandt, Velasquez och Goya. Här fanns även en tidig hemmabio.

## Producent
- 1925 – Karl XII
- 1925 – Karl XII del II
- 1926 – Fänrik Ståls sägner-del I
- 1926 – Fänrik Ståls sägner-del II